# Heterorachis turlini
Heterorachis turlini är en fjärilsart som beskrevs av Claude Herbulot 1977. Heterorachis turlini ingår i släktet Heterorachis och familjen mätare. Inga underarter finns listade i Catalogue of Life.